# Coupe d'Afrique de l'Ouest des nations
La Coupe d'Afrique de l'Ouest des nations, aussi connue sous le nom de Coupe CSSA des nations est une ancienne compétition de football opposant les équipes nationales de l'Afrique occidentale. L'équipe du Ghana de football a remporté toutes les éditions en ne perdant aucun match.
La compétition est d'abord organisée par le Conseil Suprême des Sports en Afrique (CSSA), fondé en juin 1965 à Brazzaville sous le nom de Comité Permanent du Sport Africain (CPSA). Abandonnée en 1987, la compétition est reprise par l'Union des fédérations ouest-africaines de football (UFOA) en 2001 mais est abandonnée lors de la phase finale.

## Palmarès
| 1982 Détails | Bénin         | Ghana | 2 - 1 | Togo    | Haute-Volta   | 1 - 1 | Côte d'Ivoire |
| 1983 Détails | Côte d'Ivoire | Ghana | 3 - 1 | Togo    | Côte d'Ivoire | 2 - 1 | Liberia       |
| 1984 Détails | Burkina Faso  | Ghana | 1 - 1 | Togo    | Côte d'Ivoire | 2 - 0 | Burkina Faso  |
| 1986 Détails | Ghana         | Ghana | 1 - 0 | Togo    | Nigeria       | 2 - 1 | Burkina Faso  |
| 1987 Détails | Liberia       | Ghana | 2 - 1 | Liberia | Nigeria       | 3 - 1 | Togo          |